# 瓦西里·贝科夫

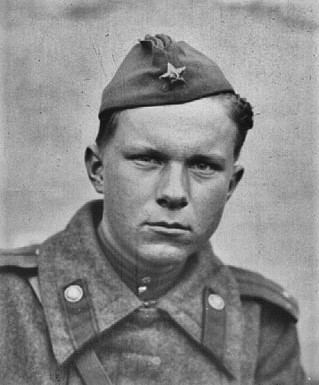
瓦西里·贝科夫

瓦西里·弗拉基米罗维奇·贝科夫（羅馬化：Vasil Uladzimiravich Bykaw，羅馬化：Vasil Vladimirovich Bykov；1924年6月19日—2003年6月22日），白俄罗斯作家和社会活动家，苏德战争军官。貝科夫的大部分作品都是中篇小说，这些中篇小说描写的都是德蘇戰爭时期的事情，在这些小说里面，作家展现的是人在生命中最戏剧的时刻所作出的道德选择。

## 生平
1924年6月19日出生在名叫贝奇基（Ушачский район Витебской области）的农村，出生在一个农民家庭。从小就喜欢画画，直到8年级都在叫古布利奇的农村上学，后来到Витебское художественное училище（地方艺术学院）的雕塑系学习，但因后来取消了助学金而辍学，之后直到1941年5月都在函授部学习，1941年6月作为校外学生通过10年级的考试。战争让他到了乌克兰，在那里他参加了国防工作。在军队撤退到白城时，因为脱离大部队被逮捕，差点被误认为德军间谍而被枪杀。贝科夫在部队工程营战斗。1941年—1942年住在Аткарск саратовской области的Салтыковка车站，并在铁道学校学习。
1942年步兵学院毕业后应征入伍。1943年被授予少尉。参加了保卫克里維里赫, Александрия, Знаменка的战役。在基勒沃格勒（今烏克蘭中部克羅皮夫尼茨基）行动中脚和腹部受伤（当时被错误的记录为已阵亡），伤后发生的事情成为小说《мёртвым не больно》的基础。1944年初在医院留醫3个月，之后又参加Ясско-Кишинёв行动，解放罗马尼亚行动。跟着军队走过了保加利亚、匈牙利、南斯拉夫、奥地利，成为上尉，担任过炮兵、步兵排长。1947年退伍之后在格羅德諾生活。从1947年开始发表小说，并且在格拉德诺真理地方报社编辑部工作。
1949年到1955年，又一次在苏联军队服役。1955年最终退役，军衔为少校。
1955年到1972年又在格拉德诺真理报社工作。1959年，成为苏联作家协会成员。1972年到1978年白俄罗斯作家协会格拉德诺分部书记。1978年他迁居到明斯克，于此多次被选举成为1978年-1989年白俄罗斯社会主义共和国的最高委员会的代表。1988年成为白俄罗斯人民前线的发起者之一。（这是一个为改造白俄罗斯政治体系和白俄罗斯民族复兴的运动，建立在民主、人道、文化发展的原则上争取国家事实上的独立）1989年被选举为苏联人民大会代表，进入地区间代表团，成为白俄罗斯非政府文艺工作者协会的主席。1990年—1993年，成为「名为祖国」的世界白俄罗斯人联合会主席。1997年底政治移民到国外生活，之前应芬兰非政府文艺工作者协会邀请到赫尔辛基周边生活，之后受德国某组织邀请到德国，之后又到捷克。在死前一个月回到了祖国。他不止一次公开批评总统卢卡申科提出的发展模式，他认为对于白俄罗斯来说最好的同盟是和西方，而不是和俄罗斯。去世前不久回到了祖国。2003年6月22日20点30分逝世。

## 获奖
1986年因为《灾难的标志》знак беды获得列宁奖，1974年一位《活到黎明》дожить до рассвета和《方尖碑》белиск得到苏联国家奖。